# 阿尔瓜伊雷
阿尔瓜伊雷，是西班牙加泰罗尼亚莱里达省的一个市镇。 总面积50平方公里，总人口2724人（001年），人口密度54人/平方公里。